# Trubbgrimmia
Trubbgrimmia (Grimmia unicolor) är en bladmossart som beskrevs av W. J. Hooker in Greville 1825. Trubbgrimmia ingår i släktet grimmior, och familjen Grimmiaceae. Enligt den finländska rödlistan är arten nära hotad i Finland. Arten är reproducerande i Sverige. Artens livsmiljö är klippstränder vid sötvatten. Inga underarter finns listade i Catalogue of Life.